# ヤンキー先生!義家弘介の夢は逃げていかない
ヤンキー先生!義家弘介の夢は逃げていかない（ヤンキーせんせい!よしいえひろゆきのゆめはにげていかない）は、ニッポン放送をキーステーションに生放送されていたラジオ番組である。2005年10月9日から2009年3月29日まで放送。放送日時は、毎週日曜日24時 - 25時。

## 番組概要
「ヤンキー先生」こと義家弘介がパーソナリティを務め、ティーンエイジャーと直接電話で対話していく人生相談番組。
- 番組開始当初の番組正式名称は「anプレゼンツ ヤンキー先生! - 」だった。2006年1月8日放送を最後にスポンサーのan(学生援護会)が降板した。
- 一部の内容はニッポン放送 ポッドキャスティングステーションで配信されている。しかし最近はまったく更新されていない。
- 2007年1月1日、午前1時から5時まで4時間のスペシャル番組を放送した（ラジオ福島と長崎放送でも午前4時までネットされた）。
- 義家が第21回参議院議員通常選挙に立候補を表明したため、告示された2007年6月24日から7月29日の投票終了までの間休止となった（公職選挙法の規定による選挙運動と解されるため）。放送休止中は代替番組として「ラジオ青春白書」を放送した。義家が選挙で当選した後、8月5日から放送を再度スタートした。「いじめ・不登校だけでなく、家庭問題についても積極的に取り組む」とホームページに発表があった。
- 2009年3月15日、同月29日限りで番組が終了することが発表された。1994年4月開始の『古田新太と犬山犬子のサンデーおちゃめナイト』から15年続いたニッポン放送の日曜夜の生ワイド番組は本番組で終了となった。同時にニッポン放送における日曜日の生ワイド編成が同春改編で逆転し、深夜枠は原則すべて録音番組となる一方で、『くり万太郎のサンデー早起き有楽町』のスタートにより、早朝枠が録音から生放送となった。なお、当該時間帯の生ワイド番組は2021年4月の『ミューコミVR』で実質再開している。
- 2015年8月23日深夜26:30-27:00（8月24日未明02:30-03:00）、普段は放送メンテナンスにより放送休止となる時間帯において「戦後70年特別番組・復活!ヤンキー先生!義家弘介の夢はにげていかない・夏期講習スペシャル」として実質上の復活特番が放送された（義家の政治家としての多忙なスケジュールと深夜という時間帯を考慮して23日の日中収録の事前録音番組となり、メールの募集や生電話相談などは行われなかった）。

## ゲスト出演者
2007年10月7日の放送では松浦亜弥が、2007年10月21日の放送では自身もいじめられた経験を持つプロボクサー・内藤大助が、2007年10月28日の放送では元日特番で歌を作った工藤慎太郎が生出演した。
- 2008年4月21日〜4月24日、『ヤンピースSP ヤンキー先生!義家弘介の夢への第一歩』が放送された（放送された局はこちらを参照、終了時前のネット局を除く）。下記が放送当日のゲスト。

4月21日（月）松浦亜弥
4月22日（火）アントニオ猪木
4月23日（水）内藤大助
4月24日（木）上地雄輔
- 2008年6月の聴取率調査週間（6月22日）は安倍晋三（当時は総辞職直後で無役。内閣は福田康夫内閣）がゲスト出演。
- 2008年10月12日小島よしお出演。

## 放送時間とネット局
- 2005年10月9日 - 2006年10月1日、23:20 - 24:30
- 2006年10月8日 - 2009年3月29日、24:00 - 25:00（10分短縮）

### 放送局
（）内の年月日はネット開始・打切りの年月日。記載のない局は2005年10月の放送開始時から終了時までのネット局。

#### 北海道・東北
- HBC北海道放送（2005年10月 - 2008年3月）
- IBC岩手放送 （2005年10月 - 2006年10月1日）
- ABS秋田放送 （2007年4月 - ）
- YBC山形放送 （2005年10月 - 2007年9月）
- TBC東北放送 （2006年10月8日 - 2008年9月28日）
- RFCラジオ福島 （2007年1月1日・同年4月 - 2008年3月）

#### 関東・甲信越
- LFニッポン放送（製作局）
- YBS山梨放送 （2008年10月 - ）
- SBC信越放送 （2005年10月 - 2007年9月、2008年4月 - ）

#### 東海・北陸
- KNB北日本放送 （2008年4月 - ）

#### 中国・四国
- RCC中国放送 （2005年10月 - 2008年3月）
- RNC西日本放送 （2006年10月8日 - ）

#### 九州
- NBC長崎放送
- RKK熊本放送 （2006年10月8日 - ）
- OBS大分放送
- MRT宮崎放送 （2005年10月 - 2006年3月、2006年10月8日 - 2007年4月）
- MBC南日本放送 （2005年10月 - 2006年3月）

## 使用曲
- オープニング、ジャンクション、スポットCM - THE BLUE HEARTS『終わらない歌』
- エンディング、リスナー（過去の相談者）からのメッセージ - スティーヴィー・ワンダー『STAY GOLD』

## 受賞歴
- 日本民間放送連盟賞
  - 2006年8月4日に実施された、「平成18年度日本民間放送連盟賞」の東京地区審査会において、生ワイド部門で1位を獲得。
  - 中央審査会において「ラジオ生ワイド番組部門優秀賞」を受賞。

## スタッフ
- プロデューサー：鳥谷規
- ディレクター：松岡敦司
- 構成：田中英志、萩原里